# Gurdschaani
Gurdschaani (georgisch გურჯაანი, gʊrd͡ʒɑːnɪ) ist eine Stadt in der Region Kachetien in Georgien.

## Geografie

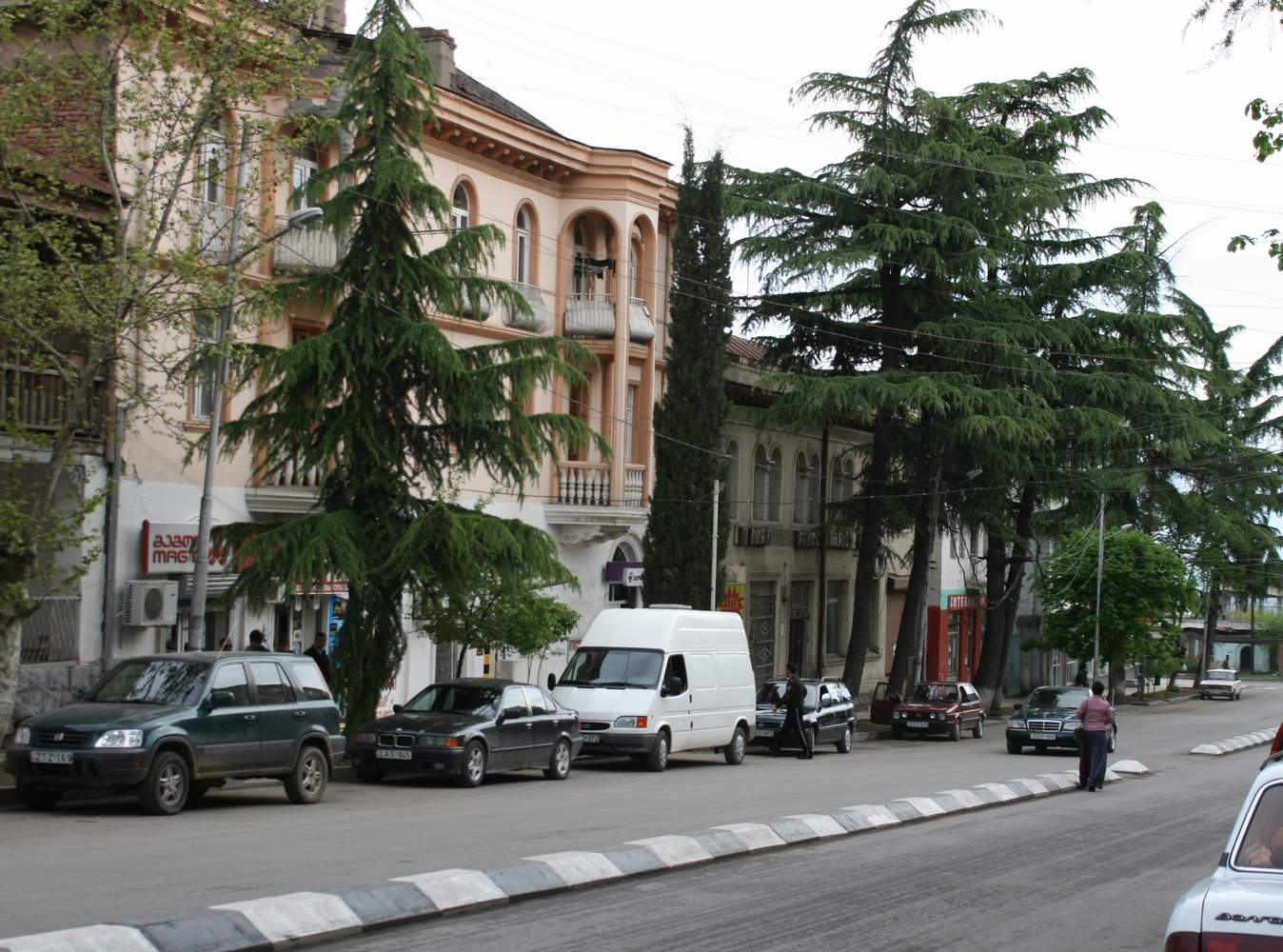
Innenstadt von Gurdschaani

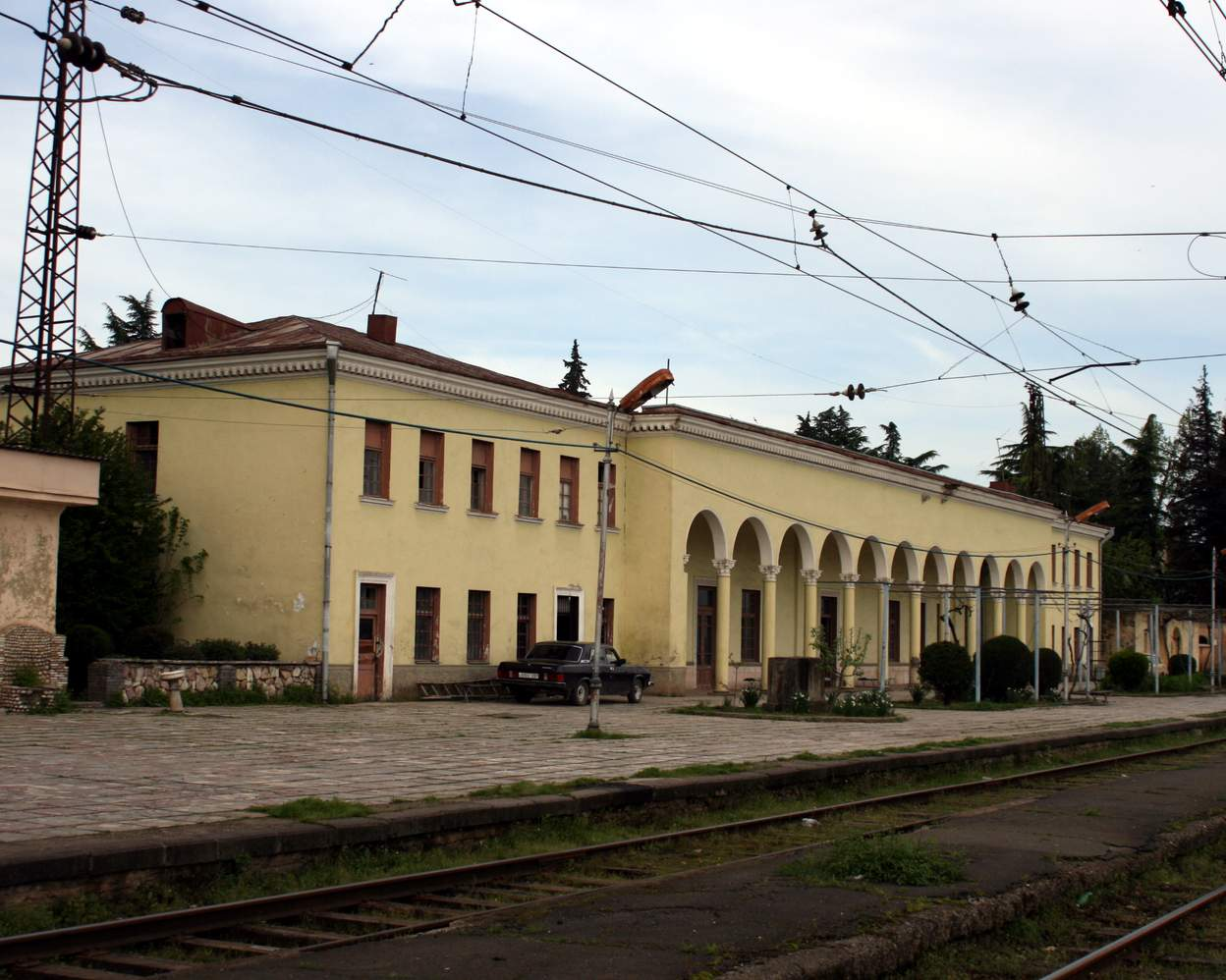
Bahnhof Gurdschaani

Gurdschaani liegt ca. 122 km östlich der Hauptstadt Tiflis und ist das Verwaltungszentrum der gleichnamigen Munizipalität. Gurdschaani hat 8024 Einwohner (2014).
In der Nähe der Stadt liegt der Kurort Achtala.

## Geschichte
Archäologische Ausgrabungen haben nachgewiesen, dass das Stadtgebiet schon seit der Steinzeit besiedelt war.
1915 erhielt die Stadt mit der Bahnstrecke Tiflis–Telawi Anschluss an das Eisenbahnnetz. Die Strecke wird heute von der Georgischen Eisenbahn, Sakartwelos Rkinigsa, betrieben. Personenverkehr findet hier aber nicht mehr statt.

## Sehenswürdigkeiten
In der Nähe der Stadt liegen die Klosterkirchen von Gurdschaani und Watschnadsiani aus dem 8./9. Jahrhundert. Beide sind Allerheiligenkirchen (Qelazminda).

## Söhne und Töchter der Stadt
- Natela Iankoschwili (1918–2008), Malerin

## Städtepartnerschaften
Gurdschaani listet folgende Partnerstädte auf:
| Stadt             | Land                    | Typ                |
| ----------------- | ----------------------- | ------------------ |
| Dilidschan        | Tawusch, Armenien       | Städtefreundschaft |
| Dnipro            | Dnipropetrowsk, Ukraine |                    |
| Haradok           | Wizebskaja, Belarus     | Kooperation        |
| Kuusalu           | Harju, Estland          | Zusammenarbeit     |
| Laguardia         | Baskenland, Spanien     | Städtefreundschaft |
| Pakruojis         | Šiauliai, Litauen       | Kooperation        |
| Piaseczno         | Masowien, Polen         | Städtefreundschaft |
| Považská Bystrica | Trenčiansky, Slowakei   | Städtefreundschaft |
| Uggiate-Trevano   | Lombardei, Italien      | Memorandum         |
| Wynnyky           | Lwiw, Ukraine           | Memorandum         |